# Justinian Jessup
Justinian Jessup, né le 23 mai 1998 à Longmont dans le Colorado, est un joueur américain de basket-ball évoluant au poste d'arrière. Il mesure 1,98 m.

## Biographie
Lors de la draft 2020, il est sélectionné en 51e position par les Warriors de Golden State. Quelques jours plus tard, les Warriors de Golden State annoncent qu'il passera la saison 2020-2021 dans le championnat australien avec les Illawarra Hawks.
En juillet 2022, il rejoint le Basket Saragosse 2002 évoluant en Liga ACB.

## Palmarès

### Universitaire
- Third-team All-Mountain West (2019)
- Second-team All-Mountain West (2020)